# كوينتون اندروز
كوينتون اندروز (بالإنجليزية: Quinton Andrews)‏ هو لاعب كرة قدم أمريكية أمريكي، ولد في 23 يونيو 1987 في أوبا لوكا في الولايات المتحدة.